# Ивановка (приток Средней Терси)
Ивановка — река в России, протекает по Новокузнецкому району Кемеровской области. Устье реки находится в 83 км по правому берегу реки Средняя Терсь. Длина реки составляет 31 км. Приток — река Филиппова.

## Данные водного реестра
По данным государственного водного реестра России относится к Верхнеобскому бассейновому округу, водохозяйственный участок реки — Томь от города Новокузнецк до города Кемерово, речной подбассейн реки — Томь. Речной бассейн реки — (Верхняя) Обь до впадения Иртыша.